# Port Authority of New York and New Jersey Police Department
Il Port Authority of New York and New Jersey Police Department (Dipartimento di Polizia Portuale di New York e del New Jersey, abbreviato PAPD) è un corpo di polizia fondato nel 1928, con sede a Jersey City.
Il dipartimento si occupa del controllo delle dogane e della protezione delle strutture sotto il controllo della Port Authority of New York and New Jersey, come porti, ponti, tunnel e aeroporti situati sul confine tra gli stati di New York e del New Jersey.
A seguito degli attentati dell'11 settembre 2001, il dipartimento ha perso 37 agenti e un'unità cinofila, Sirius.

## Gradi
| Title (Rank)                       | Insignia | Uniform Shirt Color |
| ---------------------------------- | -------- | ------------------- |
| Chief of Police Operations         |          | …                   |
| Assistant Chief                    |          | …                   |
| Deputy Chief                       |          | …                   |
| Inspector                          |          | …                   |
| Deputy Inspector                   |          | …                   |
| Captain                            |          | …                   |
| Detective Lieutenant or Lieutenant |          | …                   |
| Detective Sergeant or Sergeant     |          | …                   |
| Detective or Police Officer        |          | …                   |